# ロイ・シネス
ロイ・シネス（Roy Thinnes、1938年4月6日 - ）は、アメリカ合衆国の俳優。シカゴ出身。ロサンゼルス・シティー・カレッジに学ぶ。
主にテレビドラマ・テレビ映画に多く出演、テレビドラマ『インベーダー』の主人公デビッド・ビンセント役などで知られる。

## 主な出演作品

### 映画
- 連邦警察 The FBI Story (1959)
- 決死圏SOS宇宙船 Doppelgänger (1969)
- もうひとりの男 The Other Man (1970)
- 人間狩り The Manhunter (1972) テレビ映画
- ホラーフライト・悪魔の旅客機 The Horror at 37,000 Feet (1973) テレビ映画
- 怪奇!戦慄の怪人/オカルトショック The Norliss Tapes (1973) テレビ映画
- 女子大生悪魔の体験入学 Satan's School for Girls (1973) テレビ映画
- 戦闘機対戦車 Death Race (1973) テレビ映画
- エアポート'75 Airport 1975 (1974)
- ヒンデンブルグ The Hindenburg (1975)
- 悪夢のブラッディ・ウィーク Rush Week (1988)
- シビル・シェパードの 女探偵ウェザース Stormy Weathers (1992) テレビ映画
- ビューティフル・マインド A Beautiful Mind (2001)
- ブロークン・イングリッシュ Broken English (2007)

### テレビドラマ
- アンタッチャブル The Untouchables (1962-1963)
- ガンスモーク Gunsmoke (1962-1963)
- ジェネラル・ホスピタル General Hospital (1963-1965)
- 長く熱い夜 The Long, Hot Summer (1965-1966)
- 逃亡者 The Fugitive #98(1966) (カール・クランダル)
- インベーダー The Invaders (1967-1968)
- ドクター・ホイットマン The Psychiatrist (1970-1971)
- 宇宙空母ギャラクティカ Battlestar Galactica (1978)
- 原子力超特急スーパートレイン Supertrain (1979)
- 地上(ここ)より永遠に From Here to Eternity (1979) ミニシリーズ
- 地上より永遠に From Here to Eternity (1980) スピンオフシリーズ
- ファルコン・クレスト Falcon Crest (1982-1983)
- ワン・ライフ・トゥ・リヴ One Life to Live (1984, 1992)
- ジェシカおばさんの事件簿 Murder, She Wrote (1985-1991)
- ロー&オーダー Law & Order (1990-1999)
- ダーク・シャドウズ Dark Shadows (1991)
- 都合の悪い女/ジェラシー・ゲーム An Inconvenient Woman (1991) ミニシリーズ
- インベーダー The Invaders (1995)
- X-ファイル The X-Files (1996, 2001)
- LAW & ORDER:犯罪心理捜査班 Law & Order: Criminal Intent (2001)
- LAW & ORDER:性犯罪特捜班 Law & Order: Special Victims Unit (2002)